# آرتور مکرتچیان (سیاستمدار)
آرتور مکرتچیان (ارمنی: Արթուր Մկրտչյան؛ ۱۶ فوریهٔ ۱۹۵۹ – ۱۴ آوریل ۱۹۹۲) سیاست‌مدار اهل جمهوری آرتساخ از ژانویه تا آوریل ۱۹۹۲ نخستین رئیس شورای عالی جمهوری آرتساخ بود. وی در روز ۱۴ آوریل ۱۹۹۲ به ضرب گلوله کشته شد.